# Angusticella simplex
Angusticella simplex är en insektsart som beskrevs av Baker 1915. Angusticella simplex ingår i släktet Angusticella och familjen dvärgstritar. Inga underarter finns listade i Catalogue of Life.